# Spaanse parlementsverkiezingen 2008
De Spaanse parlementsverkiezingen 2008 werden op 9 maart 2008 gehouden, vanwege het aflopen van de eerste regeringstermijn van de sociaaldemocratische regering van premier Zapatero. Deze Spaanse verkiezingen omvatten de gehele Cortes Generales, dus zowel de 350 zetels in het Congres van Afgevaardigden als de 208 direct verkiesbare zetels in de Senaat, en bepaalden de zetelverdeling voor de 9e legislatuur, oftewel de tweede regering-Zapatero.
De organisatie en het verloop van parlementsverkiezingen in Spanje is geregeld in de grondwet van dat land. 

## Partijen en kandidaten

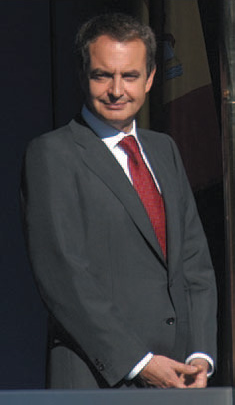
Zapatero, kandidaat voor de PSOE

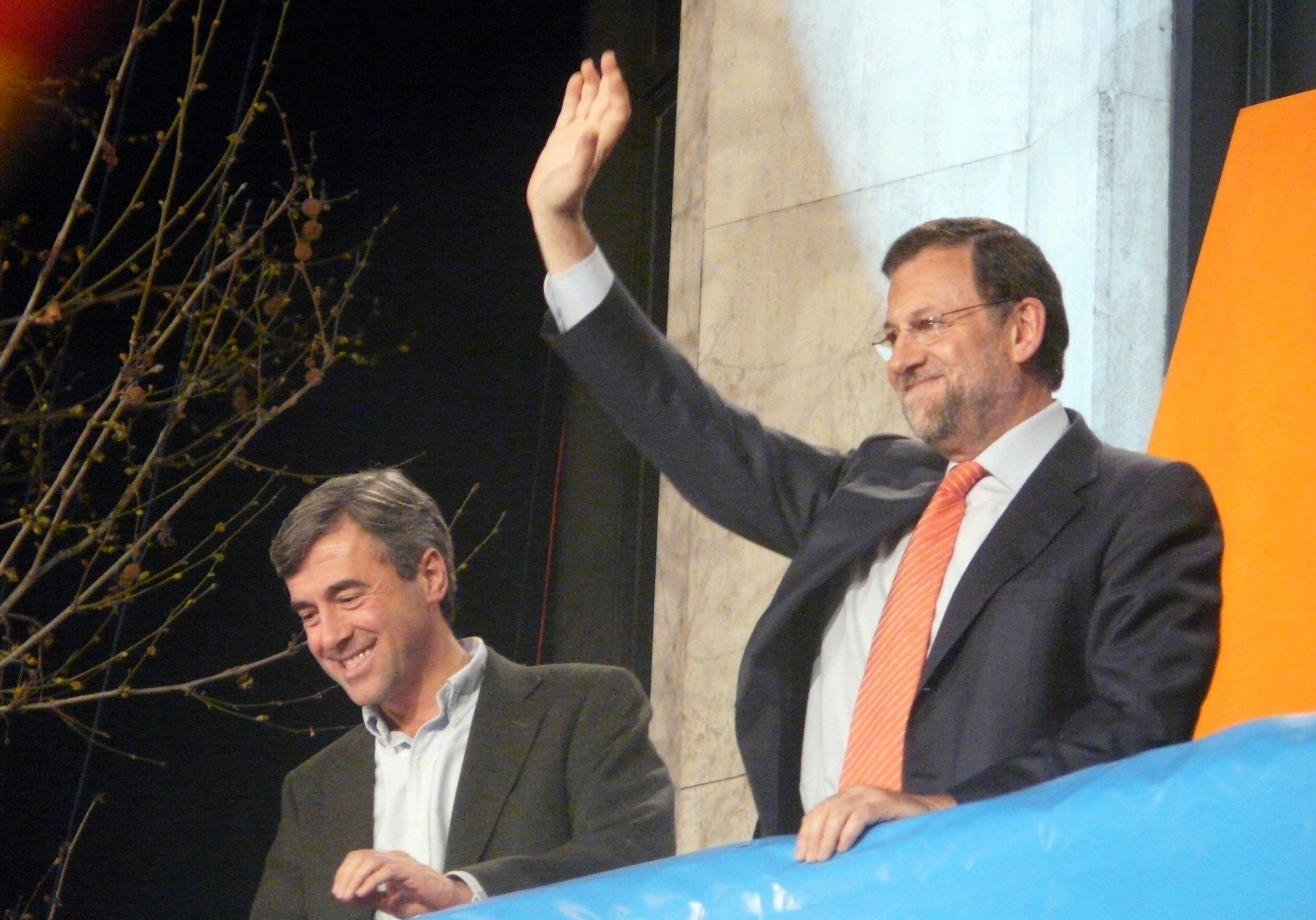
Mariano Rajoy, kandidaat voor de PP

Het is gebruikelijk dat elke partij de eerste persoon op de kieslijst in het Kiesdistrict Madrid kandidaat stelt voor het premierschap. Regionaal-nationalistische partijen, die niet genoeg zetels zullen gaan halen om serieuze kanshebbers te zijn om de premier te leveren, schuiven gezamenlijk hun kartelleider naar voren als hoofdkandidaat. Regionale, provinciale en lokale media volgen voornamelijk de activiteiten en de uitgezette strategische koersen van de serieuze kandidaten voor de rol van toekomstig premier, tezamen met de leidende kandidaten in de elk van de kiesdistricten, die overeenkomen met de provincies. 

### PSOE (Socialistische Arbeiderspartij)
Na de parlementsverkiezingen van 2004 schoof de grootste partij, de PSOE (de socialistische arbeiderspartij), José Luis Rodríguez Zapatero naar voren voor als kandidaat voor het premierschap. Zapatero was de enige kandidaat voor PSOE, nadat niemand anders zich kandidaat gesteld had en hij proclameerde opnieuw het kandidaatschap voor de verkiezingen van 2008, op 25 november 2007, tijdens een partijtop in Fuenlabrada, Madrid. De PSOE stelde zich verkiesbaar in alle Spaanse kiesdistricten, in Catalonië was zusterpartij PSC (de 'partij van de Catalaanse socialisten') actief als verlengstuk van de PSOE.
María Teresa Fernández de la Vega, toenmalig vicepremier, was lijsttrekster in de provincie Valencia. Gewoontegetrouw werd de tweede vicepremier en minister van Economie en Financiën Pedro Solbes de nummer 2 op de lijst van het Kiesdistrict Madrid. Beiden bleven zetelen in het Parlement na winst van de PSOE.

### PP (Volkspartij, conservatief)
De Volkspartij of PP, werd geleid door Mariano Rajoy, voormalig vicepremier en sinds het verlaten van voormalig premier José María Aznar leider van de PP. Hij werd genomineerd als kandidaat door de Nationale Raad van Directeuren van de partij op 10 september 2007.

### Izquierda Unida ('Verenigd links')
Verenigd Links (IU, 'Izquierda Unida') hield een leiderschapsverkiezing tijdens de partijtop tussen november en oktober 2007. Deze werd gewonnen door Gaspar Llamazares, algemeen coördinator van de partij. Hij won van onder anderen Margarita Sanz, De algemeen secretaris van de communistische partij van de Valenciaanse federatie van de Communistische Partij. De IU was in alle kiesdistricten verkiesbaar. In vele van deze, zoals Catalonië, vormden ze hierbij een kartel met lokale partijen.

### CiU (Catalaanse liberale en christendemocratische nationalisten)
In november 2007 werd Josep Antoni Duran i Lleida van de Democratische Unie van Catalonië (UDC) lijsttrekker voor Convergència i Unió (CiU, een catalanistische centrum partij) gegroeid uit de federatie van de christendemocratische UDC met de liberale Convergència Democràtica de Catalunya. CiU heeft enkel in Catalonië lijsten ingediend.

### ERC (Catalaanse republikeinse nationalisten, links)
In augustus 2007 schoof de partij Esquerra Republicana de Catalunya (ERC) haar voorman naar voren in het Catalaanse Parlement, in de persoon van Joan Ridao i Martín, als hun voorman voor de parlementsverkiezingen. De ERC stelde zich alleen in de zogenoemde Catalaanse landen (Catalonië, de regio Valencia en de Balearen) verkiesbaar.

### PNV (Baskische nationalisten)
De Eusko Alderdi Jeltzalea (EAJ-PNV, Baskische nationalistische partij) was verkiesbaar in de drie provincies van het Baskenland, en in het kiesdistrict Navarra was de partij opgegaan in een breder kartel, NaBai.

### Minderheidspartijen in het Congres
- Canarische Coalitie was verkiesbaar op de Canarische Eilanden.
- Het Bloque Nacionalista Galego (Galicisch nationalistisch blok) was in Galicië verkiesbaar.
- Solidariteit met de Basken stelde zich verkiesbaar in Baskenland en in Navarra als onderdeel van Nafarroa Bai.

## Opiniepeilingen

### Opiniepeiling van het CIS
Hieronder volgt een overzicht van de opiniepeilingen die het Spaans Centrum voor Sociologisch Onderzoek sinds de voorgaande verkiezingen in 2004 elk kwartaal liet uitvoeren.
|              | PSOE  | PP    | IU   | CiU  | ERC  | PNV  | Overigen | Blanco |
| ------------ | ----- | ----- | ---- | ---- | ---- | ---- | -------- | ------ |
| April 2004   | 45,8% | 35,4% | 4,9% | 2,7% | 2,3% | 1,3% | 6,5%     | 1,1%   |
| Juli 2004    | 44,0% | 36,8% | 5,0% | 2,8% | 2,6% | 1,5% | 6,0%     | 1,3%   |
| Oktober 2004 | 42,1% | 36,1% | 5,5% | 3,3% | 2,0% | 1,7% | 7,6%     | 1,7%   |
| Januari 2005 | 42,4% | 35,7% | 5,4% | 2,9% | 2,3% | 1,5% | 7,6%     | 2,2%   |
| April 2005   | 41,2% | 36,6% | 5,2% | 3,1% | 2,1% | 1,6% | 8,0%     | 2,2%   |
| Juli 2005    | 41,9% | 36,4% | 5,1% | 3,2% | 2,3% | 1,8% | 6,8%     | 2,5%   |
| Oktober 2005 | 39,7% | 37,7% | 4,8% | 3,4% | 2,4% | 1,5% | 7,7%     | 2,8%   |
| Januari 2006 | 39,6% | 38,0% | 4,9% | 3,6% | 2,4% | 1,5% | 7,5%     | 2,5%   |
| April 2006   | 40,3% | 38,2% | 5,4% | 2,9% | 2,0% | 1,4% | 7,5%     | 2,3%   |
| Juli 2006    | 40,6% | 36,9% | 5,0% | 3,2% | 2,1% | 1,4% | 8,0%     | 2,8%   |
| Oktober 2006 | 39,3% | 37,9% | 5,1% | 3,1% | 2,8% | 1,7% | 6,8%     | 3,4%   |
| Januari 2007 | 38,8% | 37,6% | 6,5% | 3,2% | 2,0% | 1,4% | 7,6%     | 2,9%   |
| April 2007   | 39,6% | 36,6% | 5,6% | 3,0% | 2,4% | 1,6% | 7,6%     | 3,6%   |
| Juli 2007    | 40,5% | 37,0% | 6,1% | 2,9% | 1,9% | 1,5% | 7,7%     | 2,4%   |
| Oktober 2007 | 39,7% | 37,4% | 5,5% | 3,1% | 2,1% | 1,5% | 8,3%     | 2,4%   |
| Januari 2008 | 40,2% | 38,7% | 5,8% | 3,0% | 2,1% | 1,7% | 5,8%     | 2,7%   |

### Opiniepeilingen van demassamedia
|                                                  | PSOE  | PP    | IU   | CiU  | ERC  | PNV  | UPyD | Overigen | Blanco |
| ------------------------------------------------ | ----- | ----- | ---- | ---- | ---- | ---- | ---- | -------- | ------ |
| ABC, oktober 2007                                | 41,2% | 39,3% | 4,5% | 2,5% | 2,1% | 1,1% | -,-% | 6,1%     | 1,1%   |
| La Vanguardia, oktober 2007                      | 42,3% | 39,6% | 5,7% | 2,5% | 1,6% | 1,1% | -,-% | 6,0%     | 1,1%   |
| Antena 3 TNS Demoscopia, oktober 2007            | 40,6% | 39,5% | 5,2% | 3,2% | 2,3% | 1,4% | 0,9% | 6,0%     | 1,1%   |
| Público, november 2007                           | 41,7% | 38,6% | 4,7% | 2,9% | 2,2% | 1,4% | -,-% | -,-%     | -,-%   |
| El Periódico de Catalunya (GESOP), november 2007 | 43,5% | 37,6% | 5,0% | 2,8% | 1,8% | 1,4% | -,-% | 7,9%     | -,-%   |

## Verkiezingsuitslag

Meest gestemde partij per provincie

De opkomst was 75 procent. Winnaar was de sociaaldemocratische Partido Socialista Obrero Español van premier José Luis Rodríguez Zapatero. Ze steeg van 161 naar 169 zetels in het 350 zetels tellende Congres van Afgevaardigden. De conservatieve Partido Popular van Mariano Rajoy werd tweede en steeg van 148 naar 153 zetels. 
Omdat de sociaaldemocraten geen meerderheid van meer dan 50% hadden weten te behalen, moesten ze regeren met steun van diverse regionalistische partijen. (In Spanje is het niet gebruikelijk om een coalitie te vormen als geen van de partijen meer dan 50% van de stemmen heeft gehaald; in die situatie zal de grootste partij altijd een minderheidsregering laten aantreden.) Deze steun heeft de regering bij gelegenheden gehad van bijvoorbeeld de CiU, PNV, BNG en CC, respectievelijk Catalaanse, Baskische, Galicische en Canarische nationalisten. 

### Congres van Afgevaardigden
| Partij              | Aantal stemmen | %     | +/- stemmen | Zetels | +/- zetels |
| ------------------- | -------------- | ----- | ----------- | ------ | ---------- |
| PSOE                | 11.064.524     | 43,64 | +1,1        | 169    | +5         |
| PP                  | 10.169.173     | 40,11 | +2,4        | 154    | +6         |
| IU                  | 963.040        | 3,80  | –1,2        | 2      | –3         |
| CiU                 | 774.317        | 3,05  | –0,2        | 10     | ±0         |
| ERC                 | 296.473        | 1,17  | –1,3        | 3      | –5         |
| PNV                 | 303.246        | 1,20  | –0,4        | 6      | –1         |
| BNG                 | 209.042        | 0,82  | ±0,0        | 2      | ±0         |
| CC                  | 164.255        | 0,65  | –0,3        | 2      | –1         |
| UPyD                | 303.535        | 1,20  | -           | 1      | +1         |
| Chunta Aragonesista | 37.995         | 0,15  | –0,2        | 0      | –1         |
| Eusko Alkartasuna   | 50.121         | 0,20  | –0,1        | 0      | –1         |
| Nafarroa Bai        | 62.073         | 0,25  | ±0,0        | 1      | ±0         |

### Senaat
| Partij | Zetels | +/- zetels |
| --- | ------ | ---------- |
| PP | 100    | -          |
| PSOE | 88     | +7         |
| Entesa Catalana de Progrés (Gegroepeerd Catalaans links) - ERC - PSC - ICV - Esquerra Unida i Alternativa | 12     | ±0         |
| PNV | 2      | –4         |
| CiU | 4      | ±0         |
| CC | 2      | –1         |
| Leden benoemd door regionale parlementen                                                                  | 56     | +5         |
| Totaal | 264    | +5         |

## Afwikkeling
Ook al had de PSOE onder leiding van Zapatero geen absolute meerderheid behaald in de verkiezingen, omdat ze als grootste partij uit de bus kwamen, en slechts enkele zetels tekort kwamen voor die absolute meerderheid, heeft Zapatero een minderheidsregering voorgesteld aan de Cortes Generales, waar voldoende stemmen voor waren in de tweede stemronde, als een relatieve meerderheid voldoende is om als regering goedgekeurd te worden. Op 1 april 2008 is deze regering geïnstalleerd en begon de negende legislatuur